# Platycryptus undatus

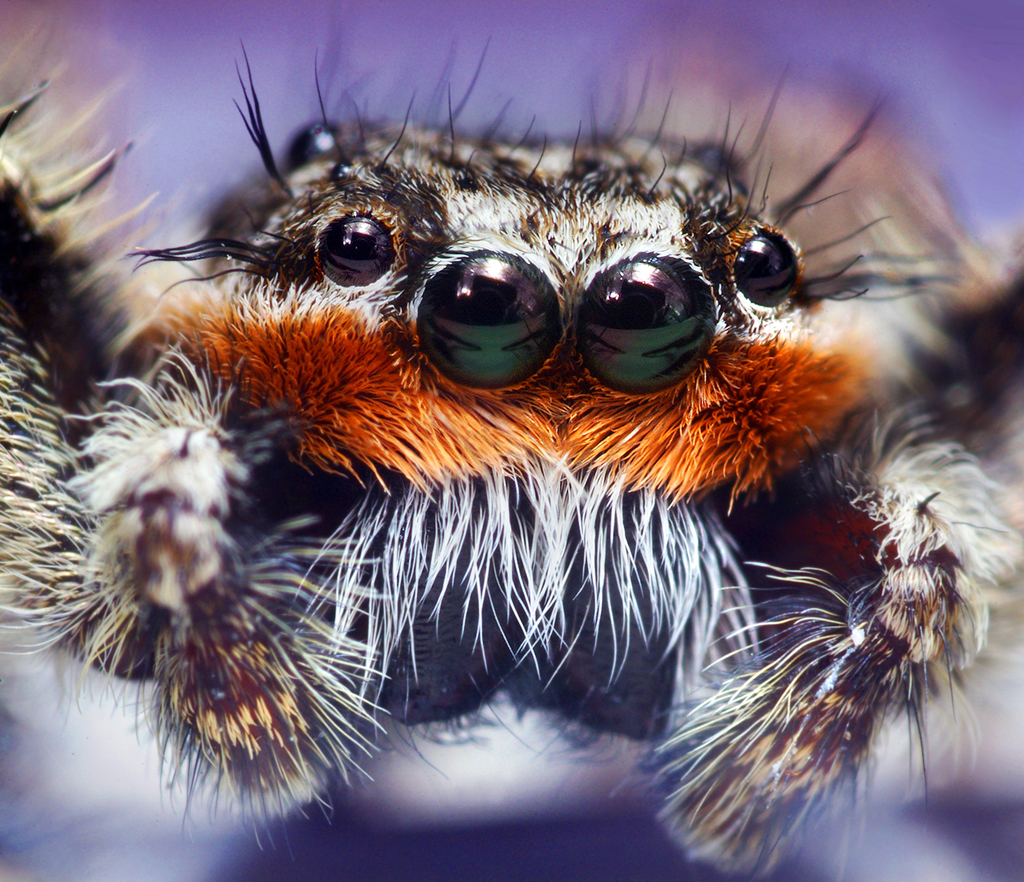
Detailaufnahme eines Männchens

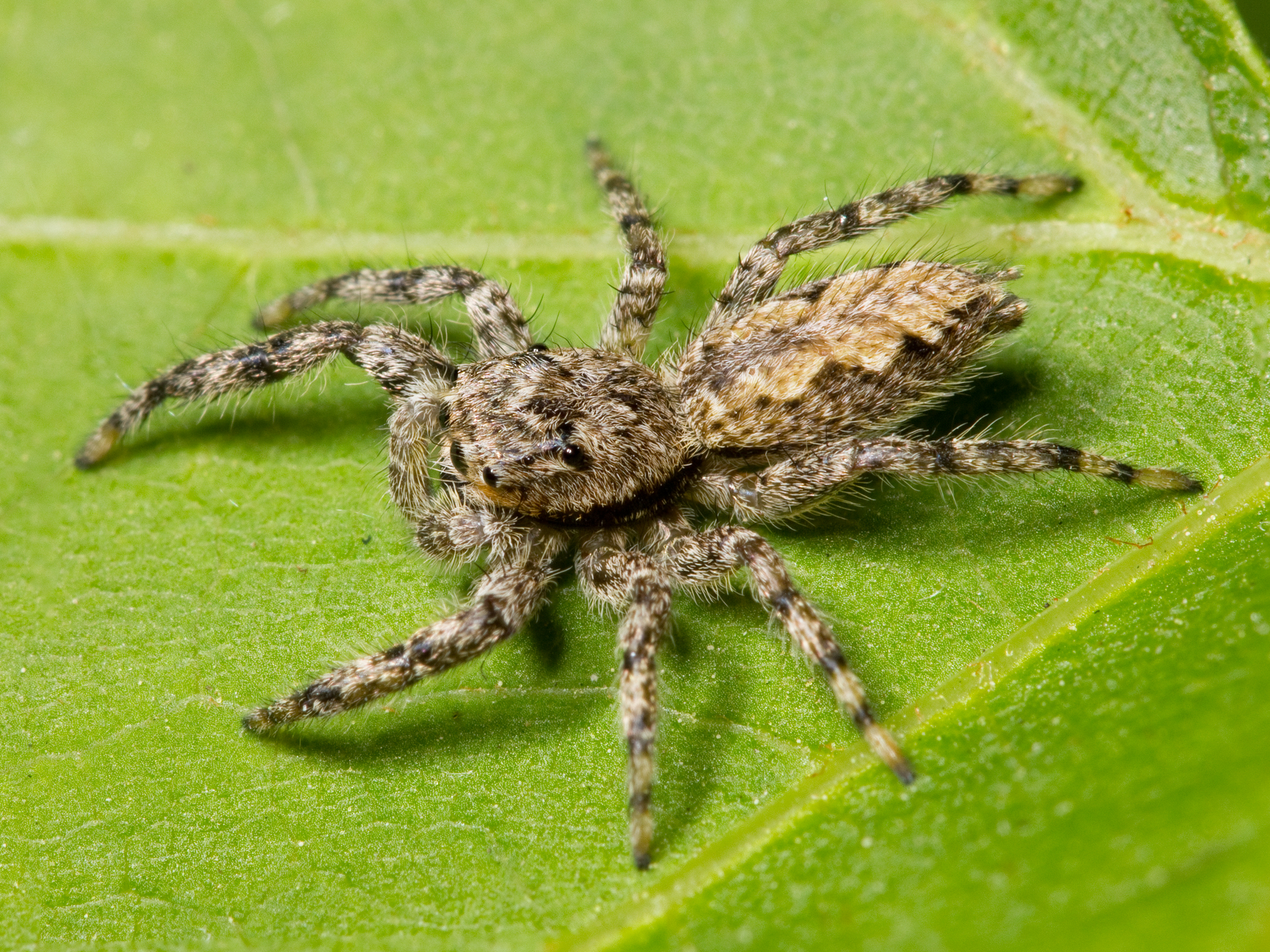
Draufsicht

Platycryptus undatus ist eine Webspinne aus der Familie der Springspinnen (Salticidae). Sie ist auf dem nordamerikanischen Kontinent verbreitet.

## Merkmale
Die Weibchen dieser Art werden 10 bis 13 Millimeter lang, die Männchen nur 8,5 bis 9,5 Millimeter. Die Grundfärbung der Spinne ist braun, die Beine braunschwarz beige gestreift. Die Zeichnung auf dem Opisthosoma macht es schwierig, die Spinne von der Borke der Bäume, auf denen sie sich vorwiegend aufhält, zu unterscheiden.

## Vorkommen
Das Verbreitungsgebiet von Platycryptus undatus reicht von Kanada über die Vereinigten Staaten und Mexiko bis nach El Salvador und Guatemala. Die Spinne lebt in gemischten Laubwäldern, hält sich aber gerne in der Nähe menschlicher Siedlungen und sogar in Wohnhäusern auf.

## Lebensweise
Die Spinnen lauern tagsüber, insbesondere auf senkrechten Gegenständen, wie Bäumen, Zäunen usw. auf Beute. Sie verstecken sich auch unter der Baumrinde. Die Spinnen sind von Ende Mai bis Mitte September aktiv. Sie überwintern in gewebten Schutzhüllen, wobei es sich um bis zu 50 Exemplare handelt, die dort drin überwintern. Die Jungspinnen schlüpfen im Sommer.

### Synanthropie
Die Spinne ist häufig in der Umgebung des Menschen anzutreffen. Man findet sie auf den Außenmauern von Häusern und Garagen sowie hölzernen Schuppen und Gartenzäunen, wo sie nach Insekten sucht.
Man nennt die Lebensweise in der Umgebung des Menschen synanthropisch. Die Spinne weckt die Neugier einiger Menschen. Sie wird oft und gern auf der Hand getragen, wobei sie jedoch nicht flieht, sondern die Hand erkundet und dabei sogar von Finger zu Finger springt. Die Spinnen neigen nicht dazu zu beißen, was sie jedoch trotz ihrer geringen Größe können. Dies tun sie allerdings nur dann, wenn man sie einquetscht oder festklemmt.